# Njemački autonomni gradovi
Njemački autonomni gradovi (njemački Kreisfreie stadt) su oblik lokalne samouprave u  Njemačkoj, na razini ispod saveznih pokrajina, a ravnopravni s kotarima.
Autonomni gradovi po pravilu imaju više od 100.000 stanovnika. Najmanji je Zweibrücken u Porajnje-Falačkoj, s 35.000 stanovnika, a najveći München s 1,3 milijuna stanovnika. Hamburg, Berlin i Bremen (s Bremerhavenom) predstavljaju posebne gradove-države.